# Reinhild Ruban
Reinhild Ruban (* 10. Mai 1944 in Kempten (Allgäu)) ist eine deutsche Juristin und war bis Ende des Jahres 2008 Richterin am Bundesfinanzhof.

## Leben
Reinhild Ruban trat 1973 in den höheren Dienst der Finanzverwaltung Nordrhein-Westfalens ein. Sie war dort als Sachgebietsleiterin der Rechtsbehelfstelle des Finanzamts Düsseldorf-Mettmann und hieran anschließend als Referentin für die Umsatzsteuer in der Oberfinanzdirektion Düsseldorf tätig. Im Dezember 1979 wechselte sie von der Exekutive in die Judikative und wurde Richterin am Finanzgericht Düsseldorf. Im Februar 1981 wurde sie als wissenschaftliche Mitarbeiterin abgeordnet an den Bundesfinanzhof. Als solche wurde Reinhild Ruban 1986 zur Richterin an den Bundesfinanzhof gewählt. Sie gehörte an dem obersten Gerichtshof Deutschlands für Steuer- und Zollsachen dem VIII. Senat an, den sie ab Juni 2001 bis zu ihrem Ruhestand Ende 2008 als Vorsitzende leitete. Der Senat war zunächst bis Ende 2006 zuständig für Rechtsfragen zur Besteuerung von Einkünften aus Kapitalvermögen und von gewerblich tätigen Personengesellschaften und ab 2007 zuständig für Fälle aus dem Bereich Besteuerung von Einkünften natürlicher Personen und von Personengesellschaften aus selbständiger Arbeit sowie weiterhin für die Besteuerung von Einkünften aus Kapitalvermögen. Neben diesen Tätigkeiten war Reinhild Ruban im Präsidialrat des Gerichtes tätig. Ihr Nachfolger als Vorsitzender des VIII. Senates wurde Heinz-Jürgen Pezzer.
Reinhild Ruban verfasste Kommentierungen zur Abgabenordnung und zur Finanzgerichtsordnung.